# 卡爾·馮·格拉芬
卡爾·馮·格拉芬（德語：Karl von Graffen，1893年6月6日-1964年11月1日）是二戰期間德國國防軍的將軍，擔任師級和軍級指揮官。他是納粹德國騎士鐵十字勳章的獲得者。格拉芬於1945年5月在意大利貝盧諾附近被美國第85步兵師俘虜，並於1948年3月獲釋。